# Lancia Ypsilon
Lancia Ypsilon je malý automobil vyráběný italskou automobilkou Lancia. Začal se vyrábět v roce 2003, kdy nahradil model Y. V průběhu času vznikly již tři generace vozu (zatím nejnovější uvedena v roce 2024). 

## Fotogalerie

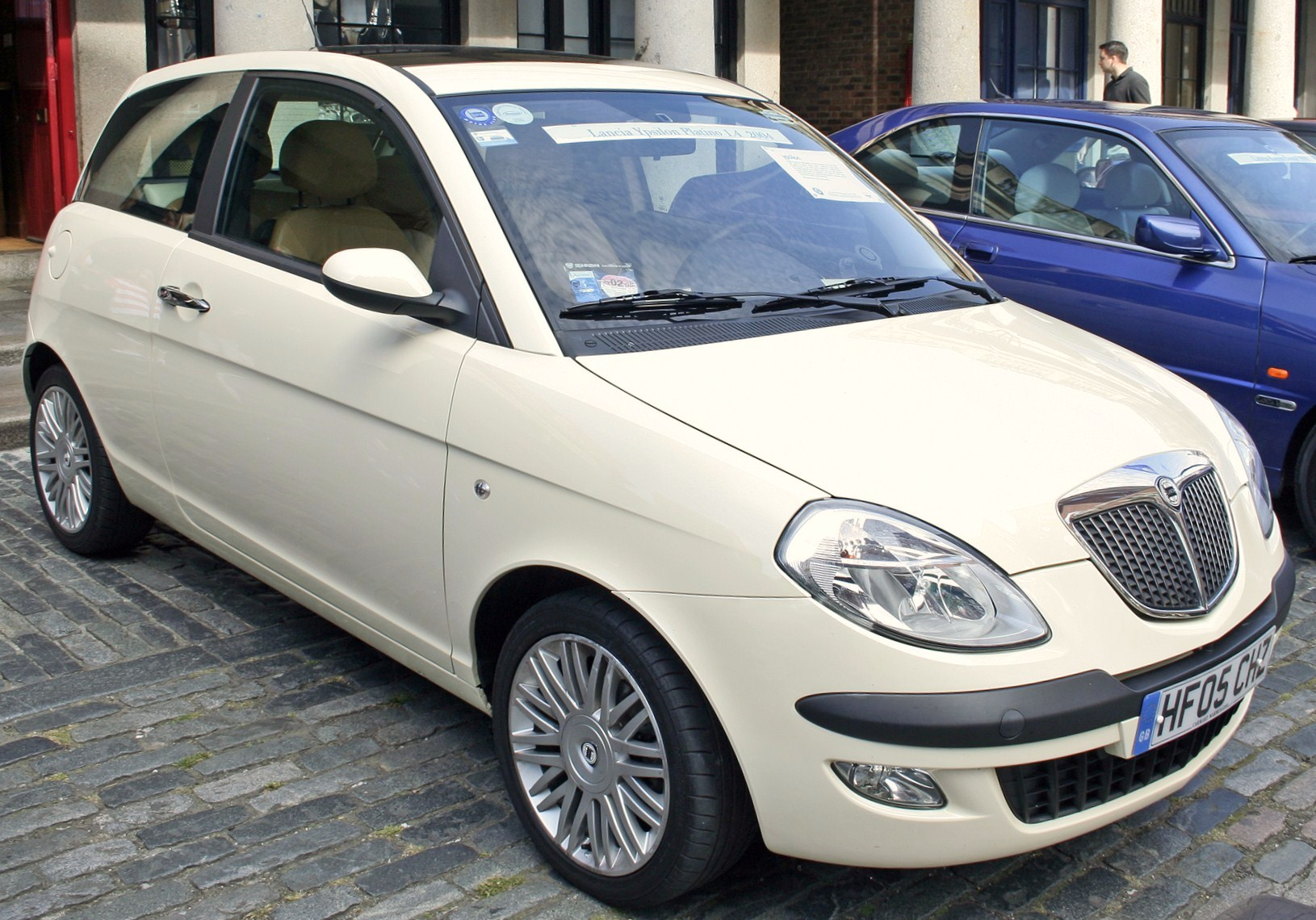
Ypsilon (2003)
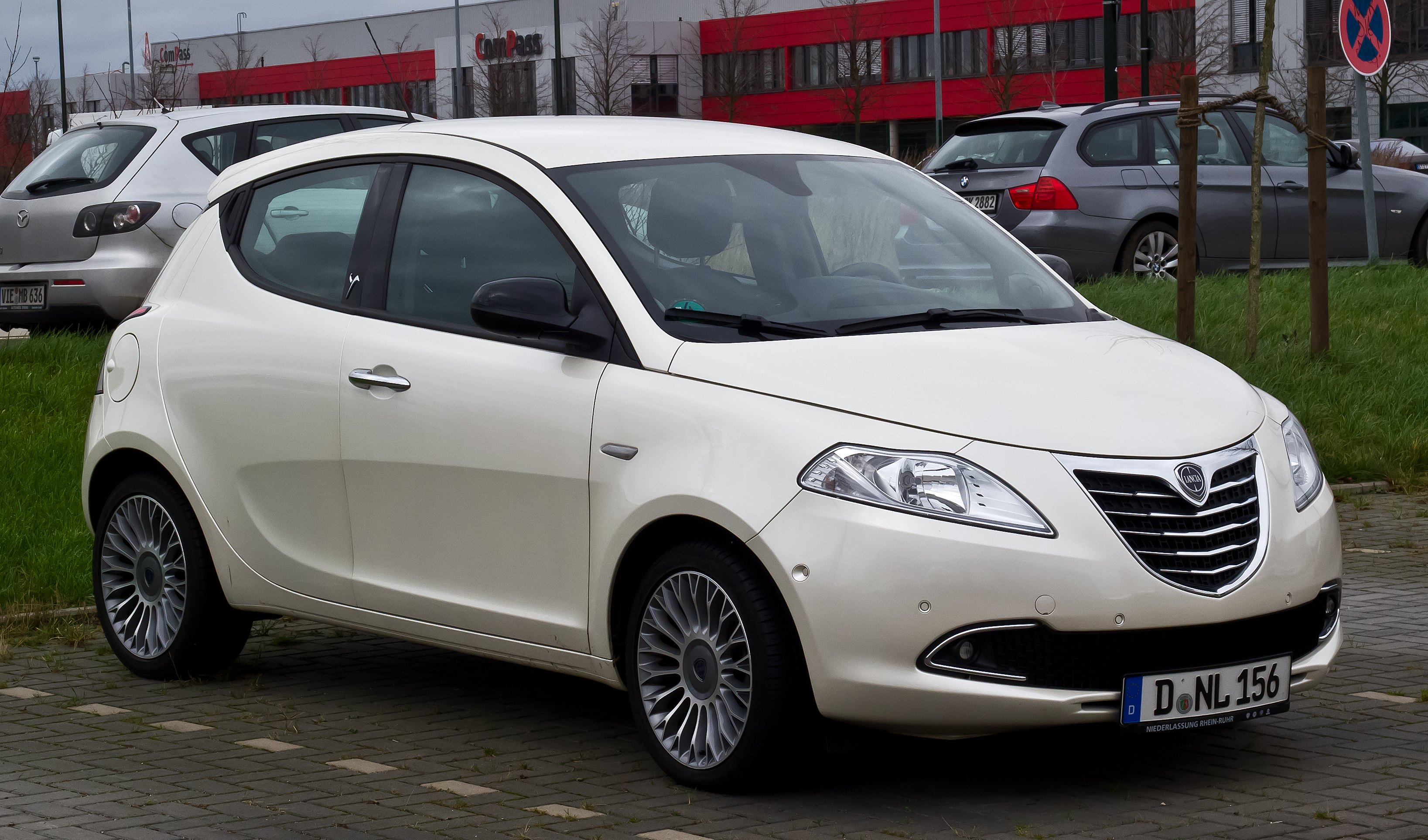
Ypsilon (2011)
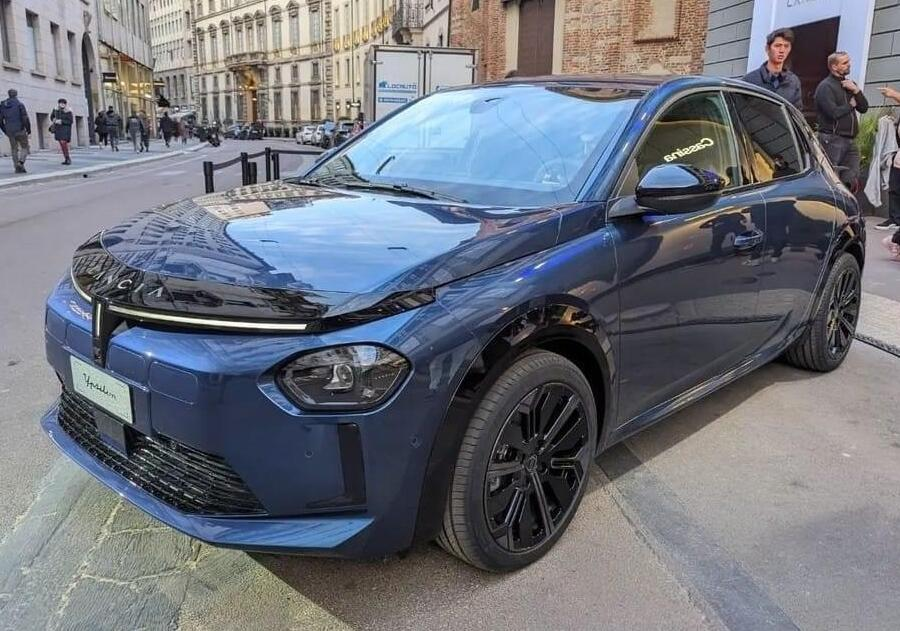
Ypsilon (2024)